# Tákis Loukanídis
 (janvier 2018).
Si vous disposez d'ouvrages ou d'articles de référence ou si vous connaissez des sites web de qualité traitant du thème abordé ici, merci de compléter l'article en donnant les références utiles à sa vérifiabilité et en les liant à la section « Notes et références ».
 Neotákis « Tákis » Loukanídis (en grec moderne : Νεοτάκης «Τάκης» Λουκανίδης), né le 25 septembre 1937 à Paranesti et mort le 11 janvier 2018 à Athènes, est un footballeur grec.

## Carrière
Joueur offensif très polyvalent, Tákis Loukanídis est considéré comme l'un des joueurs grecs les plus complets de tous les temps.
Après avoir joué à l'AEK Komotini et au Dóxa Dráma, il est transféré en 1962 au Panathinaïkós où il fera l'essentiel de sa carrière avant de terminer à l'Aris Salonique.
Il totalise 23 sélections et 3 buts en équipe de Grèce.